# Frédéric Mistral (Schiff)
Die Frédéric Mistral ist ein österreichisches Dampfschiff, das derzeit auf der Donau in Wien liegt und zum Museumsschiff restauriert wird.

## Geschichte
Das Schiff wurde 1914 von der Werft Schippers & Van Dongen im niederländischen Geertruidenberg als Dampfschlepper Columbia für die Ungarische Fluß- und Seeschiffahrts AG (MFTR) gebaut und fuhr bis 1918 unter deren Flagge auf der Donau.
1918 wurde die Columbia als Reparationsleistung an Frankreich überstellt und 1920 an die Societé française de Navigation danubienne (SNFD) übergeben. Noch heute prangen daher auf dem Schornstein die Buchstaben „SFND“. 1930 erhielt das Schiff den Namen Frédéric Mistral nach dem gleichnamigen provenzalischen Dichter. 1943 bis 1945 wurde das Schiff von der DDSG bereedert, nach Kriegsende 1945 ging es wieder an Frankreich und war bis 1997 im Einsatz in Rumänien, teilweise auch in Charter der rumänischen Staatsreederei Navrom.
Von 1914 bis 1918 war der Dampfer in Diensten der Kaiserlich und Königlichen Marine auf der Donau und im Schwarzen Meer im Einsatz. Er wurde auch als Minensuchboot eingesetzt. Es wird erzählt, dass Kaiser Franz Josef I. das Schiff für Inspektionsreisen nutzte. Zu diesem Zweck gab es angeblich einen ungewöhnlich großen Salon, den der Kaiser für solche angeblichen Fahrten benutzte.
Im Zweiten Weltkrieg kaperten deutsche Truppen in einem Handstreich das Schiff. Die Alliierten wollten mit Hilfe der Frédéric Mistral durch deren Sprengung die Donau am Eisernen Tor blockieren. 1943 übernahm die DDSG die Frédéric Mistral, ihr Einsatzgebiet war das Schwarze Meer und die griechische Küste.

## Weiteres Schicksal
Im Jahr 1998 entschloss sich Kapitän Franz Scheriau, die Frédéric Mistral, gemeinsam mit dem zweiten der von ihm so genannten Kaiserschiffe, der Pascal (Gebrüder Wiemann, 1907), anzukaufen und nach Wien zur Restaurierung zu überstellen. Franz Scheriau strebte auch die Übernahme des ehemaligen SFND-Flaggschiffs DZS Pasteur (Linz, 1914) an, scheiterte aber – das Schiff liegt seit 1998 in Straßburg.
Ende der 1990er Jahre schleppte Kapitän Scheriau die beiden havarierten Dampfschiffe mit Hilfe seines auch schon fast 50 Jahre alten Dieselschleppers Josef von Rumänien über die Donau bis nach Wien. Rund um die Restaurierung der Frédéric Mistral gründete sich in dieser Zeit auch der Verein „Freunde Historischer Schiffe“.
Im Jahr 2002 fuhr die Mistral dann zum ersten Mal aus eigenem Antrieb mit ihrer Dampfmaschine im Hafen Wien. Weitere Fahrten fanden 2003 und 2004 statt, die abgelaufenen Kesselfristen und der schlechte Allgemeinzustand des Kessels vereitelten aber weitere Schritte. Seither dient das Schiff als Wohnschiff und Anlegestelle.
Heute wird die Frédéric Mistral zu einem Museumsschiff umgebaut. Sie liegt in der Freudenau bei der buddhistischen Friedenspagode Wien vor Anker.